# Marino Lejarreta Arrizabalaga
Marino Lejarreta Arrizabalaga (Berriz, 14 de maig de 1957) va ser un ciclista basc, que fou professional entre 1979 i 1992. En aquests anys aconseguí més de 50 victòries, sent les més importants la Volta a Espanya de 1982, cinc etapes en aquesta mateixa cursa, dos al Giro d'Itàlia i una al Tour de França.
Excel·lent escalador, sempre li agradava córrer a la cua del gran grup, cosa que li va provocar més d'un disgust. Va destacar a les tres Grans Voltes, aconseguint acabar fins a 14 vegades entre els 10 primers de la general i guanyant etapes a les tres. La seva principal victòria, la Volta a Espanya de 1982 es va produir per la desqualificació per dopatge d'Ángel Arroyo.
Una caiguda al Gran Premi de Primavera de 1992 el va fer estar mig any allunyat de la carretera. Aquell mateix any va posar punt final a la seva carrera esportiva.
Actualment fa de comentarista de ciclisme a Euskal Irrati Telebista.
El seu germà Ismael també fou ciclista professional.

## Palmarès
- 1978
  - Vencedor d'una etapa a la Volta da Ascensión
- 1980
  -  1r a la Volta a Catalunya i vencedor de la muntanya i la combinada
  - 1r a l'Escalada a Montjuïc i vencedor d'un sector
  - Vencedor d'una etapa de la Volta a Astúries
- 1981
  - 1r a la Clàssica de Sant Sebastià
  - 1r a la Pujada al Naranco
  - 1r a la Clàssica d'Ordizia
  - 1r al Circuit de Getxo
  - Vencedor d'una etapa del Tour del Tarn
  - Vencedor de la classificació de la muntanya de la Volta a Catalunya
- 1982
  -  1r a la Volta a Espanya i vencedor d'una etapa
  - 1r a la Clàssica de Sant Sebastià
  - 1r a la Volta a Castella i vencedor d'una etapa
  - 1r a la Volta a Cantàbria i vencedor d'una etapa
  - 1r a la Volta a La Rioja
  - 1r a l'Escalada a Montjuïc i vencedor de 2 sectors
  - 1r a la Pujada a Arrate
  - Vencedor d'una etapa de la Vuelta a los Valles Mineros
- 1983
  - 1r a l'Escalada a Montjuïc i vencedor de 2 sectors
  - 1r al Giro dels Apenins
  - Vencedor de 3 etapes de la Volta a Espanya i 1r de la classificació per punts
- 1984
  - 1r a la Pujada al Txitxarro
  - Vencedor d'una etapa del Giro d'Itàlia
- 1986
  - 1r a la Volta a Burgos
  - 1r a la Pujada al Naranco
  - Vencedor d'una etapa de la Volta a Espanya
- 1987
  - 1r a la Clàssica de Sant Sebastià
  - 1r a la Pujada a Urkiola
  - 1r a la Volta a Burgos i vencedor de 2 etapes i la regularitat
  - 1r a la Bicicleta Eibarresa i vencedor de la regularitat
- 1988
  - 1r a la Pujada a Urkiola
  - 1r a la Volta a Burgos i vencedor d'una etapa i la regularitat
  - 1r a la Volta a Galícia
  - 1r a l'Escalada a Montjuïc i vencedor de 2 sectors
  - 1r a la Clàssica d'Ordizia
- 1989
  -  1r a la Volta a Catalunya
  - 1r al Gran Premi de Primavera
  - 1r a la Clàssica d'Ordizia
  - Vencedor d'una etapa de la Volta a La Rioja
- 1990
  - 1r a la Volta a Burgos i vencedor d'una etapa
  - 1r a l'Escalada a Montjuïc i vencedor d'un sector
  - Vencedor d'una etapa al Tour de França
  - Vencedor de la regularitat de la Volta a Catalunya
- 1991
  - Vencedor d'una etapa al Giro d'Itàlia
- 1992
  - 1r a la Pujada al Txitxarro

### Resultats al Tour de França
- 1981. 35è de la classificació general
- 1982. 37è de la classificació general
- 1986. 18è de la classificació general
- 1987. 10è de la classificació general
- 1988. 16è de la classificació general
- 1989. 5è de la classificació general
- 1990. 5è de la classificació general. Vencedor d'una etapa
- 1991. 53è de la classificació general

### Resultats a la Volta a Espanya
- 1979. 30è de la classificació general
- 1980. 5è de la classificació general
- 1982. 1r de la classificació general. Vencedor d'una etapa
- 1983. 2n de la classificació general. Vencedor de 3 etapes. 1r de la classificació per punts
- 1984. Abandona
- 1986. 5è de la classificació general. Vencedor d'una etapa
- 1988. Abandona
- 1989. 19è de la classificació general
- 1990. 55è de la classificació general
- 1991. 3r de la classificació general

### Resultats al Giro d'Itàlia
- 1983. 6è de la classificació general
- 1984. 4t de la classificació general. Vencedor d'una etapa
- 1985. 5è de la classificació general
- 1987. 4t de la classificació general
- 1989. 10è de la classificació general
- 1990. 7è de la classificació general
- 1991. 5è de la classificació general. Vencedor d'una etapa